# 黑體-繁
「黑體-繁」（英文名稱為Heiti TC）為黑體，與簡體中文的「黑體-簡」為同源字型，皆由常州華文印刷新技術有限公司於1998年前後研發的「華文細黑」和「華文黑體」這兩套不同字重的簡體中文黑體修改而來。「黑體-繁」與「黑體-簡」間架結構設計師出同源，僅各自筆畫依照當地政府規範而有些許不同。

## 概要
在過去，儷黑 Pro是Mac OS X v10.3至Mac OS X v10.5的預設繁體中文字型。「黑體-繁」是全新的字型，與「黑體-簡」同以華文黑體為基礎開發，成為Mac OS X Snow Leopard與iPhone OS 3.0（版本4.0後改名為iOS）及iPod nano第五代以來的內建預設繁體中文字型。該字型於2015年被威鋒數位主導設計研發的「金剛黑」（冠以 Apple「蘋方」商標）接替、不再擔當OS X El Capitan / iOS 9 / watchOS 2開始的Apple產品螢幕顯示專用字體。
不同於「儷黑Pro」僅一種粗細，「黑體-繁」包含「細體」與「中黑」。細體成為預設繁體中文字型，使用於介面與未指定字型的內容上；中黑比較粗，作為本字型的粗體用。在網頁上，一般文字以細體顯示，粗體文字以中黑顯示。
「黑體-繁」與「黑體-簡」皆使用TrueType Collection格式（副檔名為.ttc），可以在單一檔案包含多套字型。其中，「黑體-繁」與「黑體-簡」的細體在/System/Library/Fonts/STHeiti Light.ttc，「黑體-繁」與「黑體-簡」的中黑在/System/Library/Fonts/STHeiti Medium.ttc。

## 字形變遷

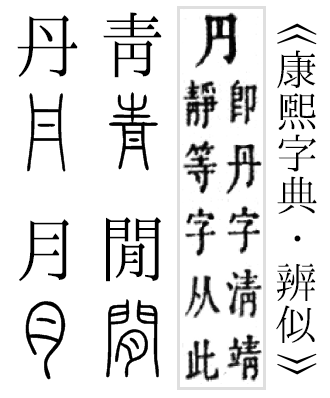
反對舊字形者聲稱原版的「黑體-繁」將「青」字下部寫成「円」是錯字。按《康熙字典》，「青」的正寫應從「円」，即「丹」的變體。在篆書中「青」字下方從「丹」，「閒」字下方從「月」，並不相同。

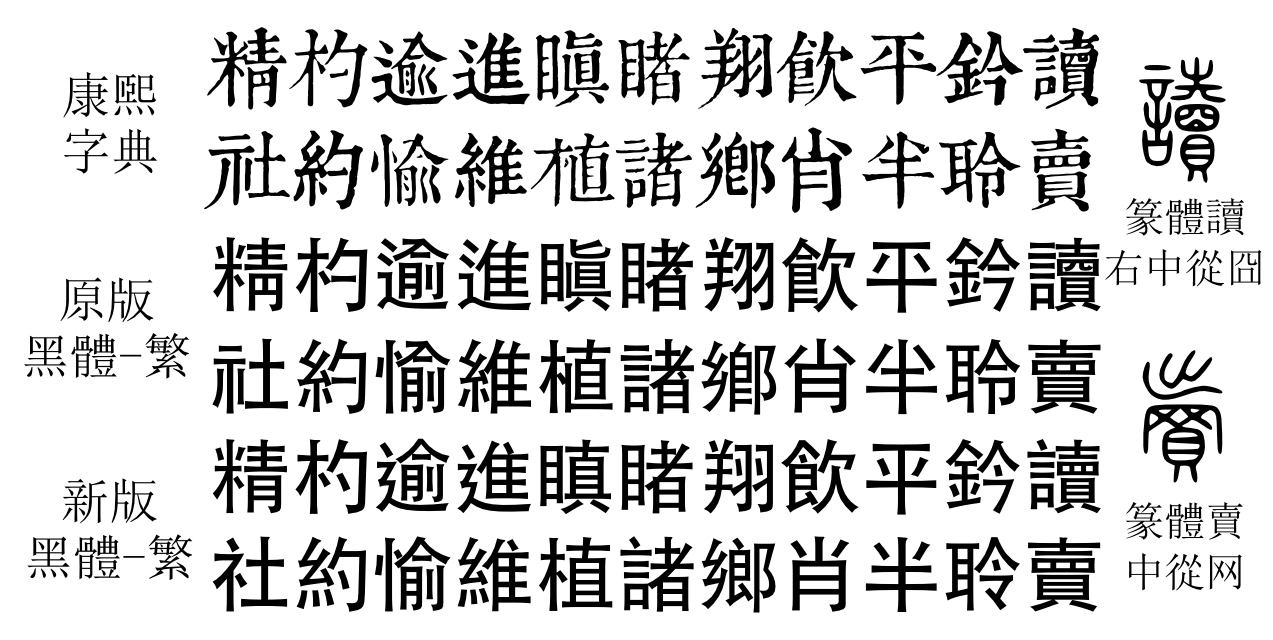
原版「黑體-繁」按傳統印刷體設計，其字形符合字理，如「讀」右旁不作「賣」，「鄉」右旁不作「郎」等，但不合國字標準字體標準。將兩版「黑體-繁」與《康熙字典》字體比對，可見新版作更改後偏離康熙字典字形。

在Mac OS X 10.6.0至10.6.2期間，「黑體-繁」不符合中華民國教育部的國字標準字體、也不符合中華人民共和國的規範繁體字（因此與「黑體-簡」的繁體字筆畫不同）；字體類似在台灣印刷界慣用的字形，因此當時的「黑體-繁」與舊字形（即《康熙字典》正統字形）相似，符合字理。
Mac OS X 10.6.3與iOS 4之後，「黑體-繁」已大幅調整，把有關字形都修改作新字形，一定程度解決了過去的筆畫不一致問題，而與「舊字形」，即《康熙字典》正統字形差異变大。而改变后的字形也没有完全符合台湾的國字標準字體。

## 爭議
由於「黑體-繁」的外觀與過去的預設繁體中文字型「儷黑Pro」相差甚大，加上瀏覽的感受也與過去顯著不同，「黑體-繁」公開時即有不少爭議。

### 支持
- 「黑體-繁」有兩種粗細，相較儷黑 Pro僅一種粗細，支持者主張「黑體-繁」在介面上較為清晰，因為在需要顯示粗體的場合，例如網頁，「黑體-繁」以中黑顯示粗體，「儷黑 Pro」則是直接再加粗，造成「儷黑 Pro」顯示的粗體會因為筆畫太粗而糊成一團，「黑體-繁」則無此問題。
- 過去於繁體中文的Mac OS X，簡體文章理應以「华文细黑」顯示，但由於正體字以「儷黑 Pro」顯示，使得文字顯得不一致，造成混亂。Mac OS X Snow Leopard引入「黑體-繁」與「黑體-簡」各自為繁簡的預設中文字型，讓文字風格一致[2]。

### 反對
- 該字體由「華文細黑」和「華文黑體」這兩套簡體中文字體修改而來，其間架結構不適合正體中文顯示，但常州華文已無任何財力和研發精力對新的「黑體-簡」和「黑體-繁」徹底重新設計打造。
- 該字型和「黑體-簡」即使在顯示簡化字的時候也都不如冬青黑體、方正悠黑、方正蘭亭黑等其它字族清晰直觀，其粗體字重僅以中黑取而代之、和拉丁字母的粗體無法搭配。
- 上市前曾有標點符號位置不一的狀況。新版雖修正了這問題，但驚嘆號（！）與問號（？）仍稍微上移。

### 新旧字形之争

#### 反对舊字形
- Mac OS X 10.6.3與iOS 4釋出以前的版本，筆畫、寫法以舊字形為主，不符合國字標準字體的字形。部分使用者聲稱舊字形是「錯字」[5]，对字體採用舊字形表示不满，呼籲群眾運動向蘋果施壓換掉舊字形，並製作了可選擇舊有系統字型的小工具[6]。

- 同时有人指「黑體-繁」部分常用字筆畫不一致，如「清」、「倩」等字裡是「月」，在「請」、「晴」裡是「円」。[7][8]

#### 支持舊字形
- 中華民國教育部的國字標準字體部分字形寫法本身存在爭議，未必如同其所宣稱般符合六書字理。「黑體-繁」的舊版字型，寫法多數不依國字標準字體，而比較依照傳承字形或舊字形，更符合原有漢字結構與部件結構[9]。部分人無視文字學知識，聲稱舊字形是「錯字」，[3]但那些被認為是「錯字」的寫法，其實大部分與Windows XP及以前的細明體寫法相同，屬於漢字的傳統印刷體。[3]

- 而对于部分人反映的「不一致」问题，是因為在統一碼中，有一些字有兩個編碼，如「清（U+6E05）」與「淸（U+6DF8）」等，编码不同故字形不同，而另外没有两种编码的字均采用旧字形[10]。

- 支持舊字形的人亦不滿反對舊字形的人不講理，把舊字形是「錯字」，是以正為錯的說法，無視事實和學術理據[11]。而反對舊字形的人鼓動起群眾運動向蘋果施壓換掉舊字形，支持舊字形的人認為他們的㰻動是胡亂反對和散佈謊言，指責他們顛倒黑白、誤導群眾。[12]

#### 後續
- Mac OS X 10.6.3與iOS 4釋出後的新版，更改字形寫法後，並未遵循任何一套標準，但整體來說偏向新字形，大幅度背離康熙正統寫法[12]。

## 附註
1. ↑  Heiti為黑體的拼音，TC代表繁體中文